# Sea Salt & Paper
Sea Salt & Paper ist ein Kartenspiel der französischen Spieleerfinder Bruno Cathala und Théo Rivière, das 2022 beim französischen Spieleverlag Bombyx erschienen ist und seit 2023 von MM-Spiele vertrieben wird.
2023 war es auf der Empfehlungsliste für das Spiel des Jahres, wurde für den Spiele-Grafik-Preis Graf Ludo nominiert und gewann den À-la-carte-Kartenspielpreis. Bereits 2022 wurde es beim Golden Geek als Light Game of the Year nominiert.

## Idee und Ausstattung
Der Titel lässt anfänglich vermuten, dass es sich hier um eine andere Version von Schere, Stein, Papier handelt, doch schon die Spielbox entführt in einen farbenfrohen Ozean. Das Spiel kommt mit 58 Karten, einer Spielanleitung und 6 Spielhilfen in einer kleinen Kartonbox ganz ohne Kunststoffe aus. In einem außergewöhnlichen, vielseitigen und farbenfrohen Design gleicht keine Karte so richtig der anderen, ausgenommen die 4 Meerjungfrauen. Das Origami-Artwork der Künstler Lucien Derainne, Pierre-Yves Gallard und Tomoko Fuse wurde fotografisch durch Pierre-Yves Gallard in Szene gesetzt und macht die optische Diversität des Spiels aus. Aufwendig gefaltete Fische, Muscheln, Oktopoden, Haie, Pinguine und mehr Motive lassen viele kleine Details der einzelnen Figuren jedes Mal aufs Neue entdecken. 11 verschiedene Hintergrundfarben, 13 verschiedene Kartentypen und die Spielhilfen machen das Spiel relativ sprachneutral. Die Spielanleitung gibt es inzwischen in Englisch, Französisch und Deutsch.
Sea Salt & Paper ist ein Kartenspiel, welches sich optisch von den meisten anderen Kartenspielen abhebt. Zu dieser Gestaltung gehören die unterschiedlichen Symbole auf den Karten. In der linken oberen Ecke wird der Kartentyp angezeigt (Duo-Karten, Sammlerkarten und Punkte-Multiplikatoren-Karten) und direkt daneben befindet sich das jeweilige ColorADD Symbol, eine Art Farb-Alphabet für Farbblinde. 3 der 6 Spielhilfekarten zeigen das Farbtableau des "ColorADD The Color Alphabet" zur Orientierung für farbblinde Spieler, auf welchen auch steht wie oft es welche Farbe als Karte im Spiel gibt. In der rechten unteren Ecke Spielkarten wird angezeigt wie oft es diese Karte, z. B. den Seemann x 2, im Spiel gibt.

## Spielablauf
Zu Beginn jeder Runde werden alle Karten gemischt und als Nachziehstapel aufgelegt. Die beiden obersten Karten werden offen daneben gelegt, sie beginnen die beiden Ablagestapel. Gespielt werden mehrere Runden, in denen die Mitspielenden reihum am Zug sind, bis jemand die Rundenwertung auslöst. Das Spiel endet, wenn eine Person bei zwei/drei/vier Spielenden 40/35/30 Punkte erreicht hat. Außerdem endet das Spiel sofort, sollte ein Spieler alle vier Meerjungfrauen-Karten auf der Hand haben.
Jeder Zug beginnt damit eine Karte aufzunehmen. Dabei kann man entweder eine der beiden offenen Karten auf den Ablagestapeln nehmen oder man entscheidet sich, zwei verdeckte Karten vom Nachziehstapel zu ziehen, von denen man aber nur eine behalten darf und die andere offen auf einen der beiden Ablagestapel abwirft.
Karten gibt es in vier Typen. Von Sammelkarten versucht man möglichst viele auf die Hand zu bekommen, es gibt Oktopusse, Muscheln, Pinguine und Seeleute. Es gibt unterschiedlich viele Karten der jeweiligen Typen, seltene haben einen höheren Wert in der Rundenwertung.
Duo-Karten wirken nur als Paar, dann lösen sie Zusatzfunktionen aus:
- Ein Krabben-Pärchen erlaubt es, einen der Ablagestapel zu durchsuchen und eine Karte der Wahl auf die Hand zu nehmen.
- Mit zwei Booten darf man sofort einen weiteren Zug machen
- Zwei Fische bedeuten, dass man die oberste Karte vom Nachziehstapel auf die Hand zu nehmen
- Die Kombination aus Schwimmer und Hai erlaubt es, einem anderen Spieler meiner Wahl verdeckt eine Karte aus seiner Hand zu stehlen.

Jedes Paar Duo-Karten bringt am Rundenende, egal ob ausgelegt oder auf der Hand, einen Punkt.
Multiplikatorenkarten erhöhen bei der Rundenwertung den Wert des zugehörigen Kartentypen. Es gibt sie als Leuchtturm, durch den Boote wertvoller werden; Fischschwarm, der Fischkarten im Wert erhöht, Pinguinkolonie, wodurch die Pinguine mehr zählen, und der Kapitän erhöht den Wert der Seemänner.
Meerjungfrauenkarten lösen die Farbwertung aus. Hat man bei der Rundenwertung eine Meerjungfrau auf der Hand, erhält man einen Punkt für jede Karte seiner häufigsten Karte. Hat man mehrere Meerjungfrauenkarten, gilt das gleiche für die zweit- und gegebenenfalls dritthäufigste Farbe. Sollte man alle vier Meerjungfrauen auf die Hand bekommen, gewinnt man sofort das ganze Spiel.
Sammel-, Multiplikatoren- und Meerjungfrauenkarten werden auf der Hand gesammelt, hat man ein Paar zusammengehörender Duo-Karten auf der Hand darf man, muss aber nicht, das Paar vor sich offen ablegen und dessen Zusatzfunktion ausführen.
Die Rundenwertung kann man auslösen, wenn man ausgelegt plus auf der Hand mindestens sieben Punkte hat. Dabei sagt man entweder „Stop“ oder „Letzte Chance“ an. Bei Stop werten alle Mitspielenden ihre Karten. Bei Letzte Chance geht man eine Wette ein, denn es kommen alle anderen Mitspielenden noch einmal zum Zug. Liegt die ansagenden Person danach noch vorne, erhält sie zusätzlich zu den regulären Punkten noch einen Farbbonus von einem Punkt pro Karte der häufigsten Farbe auch ohne Meerjungfrau. Die anderen Mitspielenden erhalten nur den Farbbonus. Verliert die ansagende Person ihre Wette, haben also ein oder mehrere andere Personen mehr Punkte, erhält die ansagende Person nur den Farbbonus, die Gegner zählen ihre Punkte nach der allgemeinen Regel.
Wurde die Rundenwertung nicht ausgelöst, ist anschließend die nächste Person am Zug.

## Zielgruppe und Spielprinzip
Zielgruppe sind 2–4 Spieler ab 8 Jahren für eine Spieldauer von ca. 30–45 Minuten pro Spiel.
Im Prinzip kann man Sea Salt & Paper am ehesten als eine Mischung aus Gin Rummy, Cabo und Geschickt Gesteckt beschreiben und wird trotzdem diesem taktischen Kopf-Duell damit nicht ganz gerecht. Ein kurzweiliges Kartenspiel, welches zu zweit als mega interaktives Taktikgewitter vorüber zieht. Bei mehr als 2 Spielern leidet die Taktikkomponente und es spielt sich etwas glückslastig, macht es dadurch aber nicht weniger spielenswert. Als handliches schnelles Spiel für unterwegs oder auch als Opener bzw. Absacker Spiel für gesellige Spieleabende ist es gut geeignet.

## Erweiterung: Extra Salt
2023 erschien die Erweiterung Sea Salt & Paper Extra Salt mit acht zusätzlichen Karten, die fünf verschiedene Wertungen ergänzen. Die Qualle gespielt mit dem Schwimmer lässt einen Spieler aussetzen, der Hummer mit einer Krabbe kombiniert erlaubt es, die obersten fünf Karten des Nachziehstapels zu durchsuchen, der Krabbenkorb ist einen Punkt pro Krabbenkarte wert, der Seestern kombiniert mit jedem Duo-Pärchen erhöht dessen Wert auf drei Punkte, dafür muss man auf die Zusatzfunktion verzichten, und das Seepferdchen ist ein Joker und ersetzt jede Sammelkarte der Wahl.